# Yeha
Yeha (em gueês: ይሐ , transc.: yiḥa; em musnad: , transc.:ḤW)   é uma vila no norte da Etiópia, localizada na área de Mehakelegnaw, na Zona Central, da região de Tigré. A Agência Central de Estatística não divulgou números para a população da vila em 2005, quando foi realizado o último censo. Foi a capital do reino pré-axumita de D'mt. 

## Arqueologia

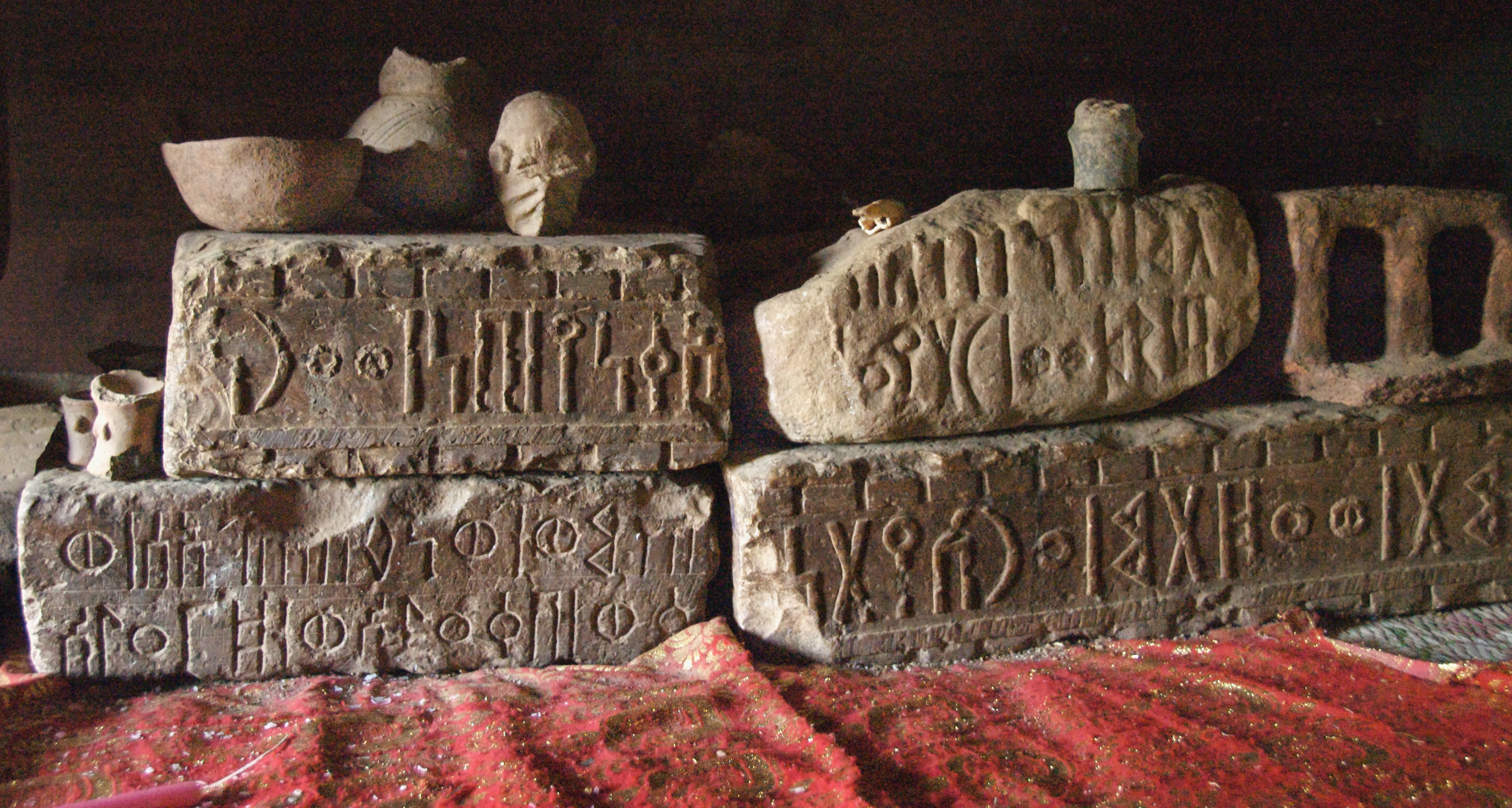
Blocos Antigos Com Inscrições Sabaean, Yeha, Etiópia

A estrutura mais antiga da Etiópia, o Templo de Yeha, está localizada em Yeha. Esta é uma torre construída no estilo sabeu e foi construída na mesma época que as antigas estruturas na Arábia do Sul, por volta de 700 a.C. Embora nenhuma datação por radiocarbono tenha sido realizada em amostras do local, esta data é confirmada por inscrições locais para a Grande Torre.   David Phillipson atribui sua "excelente preservação" a dois fatores: "o cuidado com o qual seus construtores originais asseguraram uma base nivelada, firmemente posicionada na rocha irregular; e à sua reedificação - talvez já no século VI  - para uso". como uma igreja cristã. "   Dois outros sítios arqueológicos em Yeha incluem Grat Beal Gebri, um complexo em ruínas que se distingue por um pórtico de 10 metros de largura e dois conjuntos de pilares quadrados, e um cemitério contendo vários túmulos escavados pela primeira vez em o início dos anos 1960.  Uma autoridade especulou que um desses túmulos podia conter o corpo de um membro da família real,  enquanto outra acredita que a antiga área residencial provavelmente estava a um quilômetro a leste da vila moderna. 
Além disso, Yeha é o local de um mosteiro da Igreja Ortodoxa Etíope de Tewahedo. O edifício foi fundado de acordo com a tradição por Abba Aftse, um dos Nove Santos.  Em seu relato da Etiópia, Francisco Álvares menciona a visita a essa cidade em 1520 (que ele chamou de "Abba Facem") e fornece uma descrição da torre antiga, do mosteiro e da igreja local.  Esta igreja era o Grande Templo reedificado, o mesmo edifício agora destruído que a Expedição Alemã-Axum descreveu no início do século XX.  (A estrutura atual, que exibe características arquitetônicas axumitas, foi construída entre 1948 e 1949.) 
Yeha também foi palco de várias escavações arqueológicas, iniciadas em 1952 pelo Instituto Etíope de Arqueologia. Embora interrompidas durante o regime Derg, as escavações foram retomadas em 1993 por uma equipe arqueológica francesa 